# Șarkovo, Iambol
Șarkovo (în bulgară Шарково) este un sat în comuna Bolearovo, regiunea Iambol,  Bulgaria. 

## Demografie
Componența etnică a satului Șarkovo
     Bulgari (78,39%)
     Romi (21,1%)
     Nicio identificare (0,5%)
     Altele (0%)
La recensământul din 2011, populația satului Șarkovo era de 199 locuitori. Din punct de vedere etnic, majoritatea locuitorilor (78,39%) erau bulgari, cu o minoritate de romi (21,1%). Pentru 0,5% din locuitori nu este cunoscută apartenența etnică.